# Thelepogon
Thelepogon là một chi thực vật có hoa trong họ Hòa thảo (Poaceae).

## Loài
Chi Thelepogon gồm các loài: